# 日本HP
株式会社日本HP（にほんエイチピー）は、東京都港区に本社を置き、パーソナルコンピュータなどの製造販売を行う企業。HP Inc.（アメリカ合衆国の電機メーカー）の日本法人である。

## 概要
法人向けの業務用PC・プリンターをはじめ、大判プリンターや商業・産業用プリンターに強みを持つが、個人向けの小型ノートPCやタブレットPC、小型インクジェットプリンターなども含め、幅広いラインナップを揃えている。
自社直販サイト「HP Directplus」によるネット通販に注力しており、2002年に個人向けPCの店頭販売から一旦撤退したが、2008年5月から家電量販店やパソコンショップなどで店頭販売を再開している。店頭は一部機種のみ販売し、ネット直販限定の機種も存在する。

### 事業拠点
おもな拠点。
- 本社 - 東京都港区港南2-70 品川シーズンテラス 21階
  - 2021年11月1日に日本ヒューレット・パッカード本社ビルから移転。
- 東京グラフィックスエクスペリエンスセンター - 東京都大田区平和島6丁目1-1 東京流通センター センタービル601
- 東京ファクトリー&ロジスティックスパーク - 東京都日野市旭が丘3丁目1-1 三井不動産ロジスティクスパーク（MFLP）日野 3階
  - 日本国内の生産拠点。詳細は#「東京生産」の歴史節を参照。
- 横浜事業所 - 神奈川県横浜市鶴見区鶴見中央3丁目4-39
- 中部支店 - 愛知県名古屋市中村区名駅3丁目-28-12 大名古屋ビルヂング 25階
- 西日本支社 - 大阪府大阪市中央区北久宝寺町3丁目6-1 本町南ガーデンシティ 8階
- 福岡営業所 - 福岡県福岡市博多区博多駅前3丁目2番1号 日本生命博多駅前ビル 6階

過去の事業所
- 大島オフィス、デモセンター（日本ヒューレット・パッカード本社内）
  - 2022年3月31日閉鎖[5]。

## 沿革
- 2014年（平成26年）12月 - 株式会社日本HPとして会社設立[1]。
- 2015年（平成27年）8月1日 - 日本ヒューレット・パッカード株式会社から、PC・プリンティング事業を承継[1][3]。分社化後も日本HPの本社は、日本ヒューレット・パッカード本社ビル（東京都江東区大島）に所在していた。
- 2021年（令和3年）11月1日 - 本社を東京都港区港南へ移転[5]。
- 2022年（令和4年）3月31日 - 大島オフィス、デモセンター（日本ヒューレット・パッカード本社ビル内）を閉鎖[5]。

## 「東京生産」の歴史
外資系企業だが一部製品を日本国内で生産する「東京生産・MADE IN TOKYO」を特徴とする。日本国内の法人向け・個人向けサポートも注力し、日本でシェアが高いパソコンメーカーである。
法人向けのデスクトップパソコン、ワークステーション、ノートパソコンは日野工場で生産し、製品に「MADE IN TOKYO」ラベルを付す。個人用製品やエントリーモデルは海外生産である
日本HPの「東京生産」の歴史は、旧コンパックが1999年7月、同社多摩事業所あきる野工場（あきる野市）を操業開始し、デスクトップPCの国内生産を始めたことに遡る。旧コンパックの多摩事業所あきる野工場は、コンパックが1998年に買収した日本DEC（1982年設立）がワークステーションなどを製造していた生産拠点を引き継いだもので、そこがコンパック多摩事業所あきる野工場となったのだった。その意味では「東京生産」の歴史は1980年代にまで遡ることになる。
コンパックは1999年7月のあきる野工場操業開始と同時に、直販サイト「ダイレクトプラス」を開設している。米コンパック本社は同社のシェアが低かった日本をオンライン直販のテスト市場として選び、旧日本DECのIT部門を中心にシステム開発を担当させ「ダイレクトプラス」をスタートした。「ダイレクトプラス」はエプソンダイレクトと同様に法人ユーザーを主要ターゲットとし、顧客の要望に合わせカスタマイズ販売するBTOパソコンの直販サイトであったが、納期短縮ときめ細かなカスタマイズを両立させるには国内に生産拠点を持つ必要があった。コンパックが日本DECから引き継いだあきる野工場でPC生産を開始したことにはこうした背景があった。これが日本市場で好評を博したことから、2001年5月にワークステーションの生産も開始した。
2002年11月に日本ヒューレット・パッカードがコンパックを買収し吸収合併。これにより旧日本DECからの歴史を持つあきる野工場は閉鎖、2003年1月に日本ヒューレット・パッカード昭島事業所（昭島工場）へ生産拠点を移転した。
日本ヒューレット・パッカードは、昭島工場の製品に2004年11月から「MADE IN TOKYO」ステッカー貼付を開始。2010年6月に一体型PC、2011年8月にノートPC、2012年7月にモバイルワークステーションの生産を開始した。この時期は激しい円高の影響から生産拠点を中国など海外へ移転する国内パソコンメーカーも増える中、外資系の日本ヒューレット・パッカードは「東京生産」にこだわり続けた。その理由として法人ユーザーを主要ターゲットとしていたこともあり、日本国内最大の消費地である東京都内に生産拠点を持つことによる納期短縮、ユーザーの要望に合わせた品質改善、そして日本産による高品質の維持を挙げていた。
2015年に日本ヒューレット・パッカードから日本HPが分社化され、PC・プリンター事業が移管された後も、引き続き両社で昭島工場での生産を継続していた。しかし分社化と事業移管により工場の共有が困難になったことから、分社化を機に日本HPが先に昭島工場を離れ、生産拠点を日野市へ移転することを決定した。2016年時点では、日本ヒューレット・パッカードは昭島工場で「東京生産」を継続するとしていた。
昭島工場は（旧DEC時代を含め）操業開始から20年以上が経過して老朽化していたこと、倉庫も分散しており、八王子市に部品倉庫、千葉県成田市に完成品倉庫があったことから、日本HPは2016年6月、平山工業団地（日野市旭が丘、三井不動産ロジスティクスパーク日野）内に「日本HP 東京ファクトリー&ロジスティックスパーク」を開設。生産拠点を昭島工場から移転し、物流センターも同所へ統合して国内の製造拠点を集約した。
新設された「日本HP 東京ファクトリー&ロジスティックスパーク」は、東芝が2009年に携帯電話事業から撤退したことに伴い、2011年6月に閉鎖された「東芝日野工場」の跡地に開設されたものである。昭島工場から日野工場への移転により、生産拠点の規模拡大と物流拠点の統合の結果、生産効率が改善され、さらなる増産や品質向上が実現した。
2019年7月に旧コンパックあきる野工場の稼働開始から20周年を迎え、あきる野市、昭島市、日野市と場所を変えつつも、多摩地域を基盤に「東京生産」を継続してきた。節目を迎えて「東京生産」を規模拡大するとともに、20周年記念として製品に貼付する「MADE IN TOKYO」ラベルのロゴデザインをリニューアルした。
2019年に日本HPが、日本国内PC市場におけるブランド別シェアで初の1位となった。同年のシェア2位はDELLであった。日本国内PC市場で外資系メーカーがシェアトップを奪い、NECや富士通といった国内メーカーがトップの座から脱落したのは同年が史上初である。
「東京生産」の契機となった旧コンパックの直販サイト「ダイレクトプラス」は、会社合併後に日本ヒューレット・パッカードを経て、日本HPへ引き継がれ「HP Directplus」として運営継続されており、短納期・翌日配送をセールスポイントとする「HP Directplus Express」も開設されている。

日本HPと東京多摩地域の緊密なつながりは、分社前の日本ヒューレット・パッカードの前身である横河ヒューレット・パッカード（武蔵野市に本社を置く横河電機と米ヒューレット・パッカードの合弁企業。武蔵野市発祥でのち八王子市へ本社移転）にも見て取ることができる。現在日本HPで販売されている一部の製品は、過去に高井戸事業所を長年拠点としていた。

## 主な製品
- 製品名の後ろに☆が付く商品は「プレミアムライン」として、通常のHPロゴとは異なるプレミアムロゴ（縦線でhpを表現[18]）を使用する。
- 製品名の後ろに★が付くの製品は、同じく通常のHPロゴを使用せず、専用ロゴを使用する。
- 製品名後ろのx2はキーボード着脱式2in1、x360は液晶回転式2in1、Folioは薄型軽量ノート及び2in1に付けられている。

### ブランド
ブランド別に、以下のように定義されている。
- SPECTRE - 個人向け・マスターピース
- ENVY - 個人向け・プレミアム
- Pavilion - 個人向け・スタンダード
- HP - 個人およびび法人向け・エントリー
- OMEN by HP - 個人向け・ハイエンドゲーミング
- Victus by HP - 個人向け・カジュアル&メインストリームゲーミング
- Elite - 法人向け・ハイエンド
- Pro - 法人向け・ミドルレンジ
- Z by HP - 法人向け・ワークステーション
- Sprout - 法人向け・イマーシブ

### PC（パーソナル・コンピュータ）
- デスクトップPC
  - ENVY☆
  - Pavilion
  - HP
  - OMEN by HP★
  - Victus by HP★
  - EliteDesk
  - ProDesk
  - Z☆
- ノートブックPC

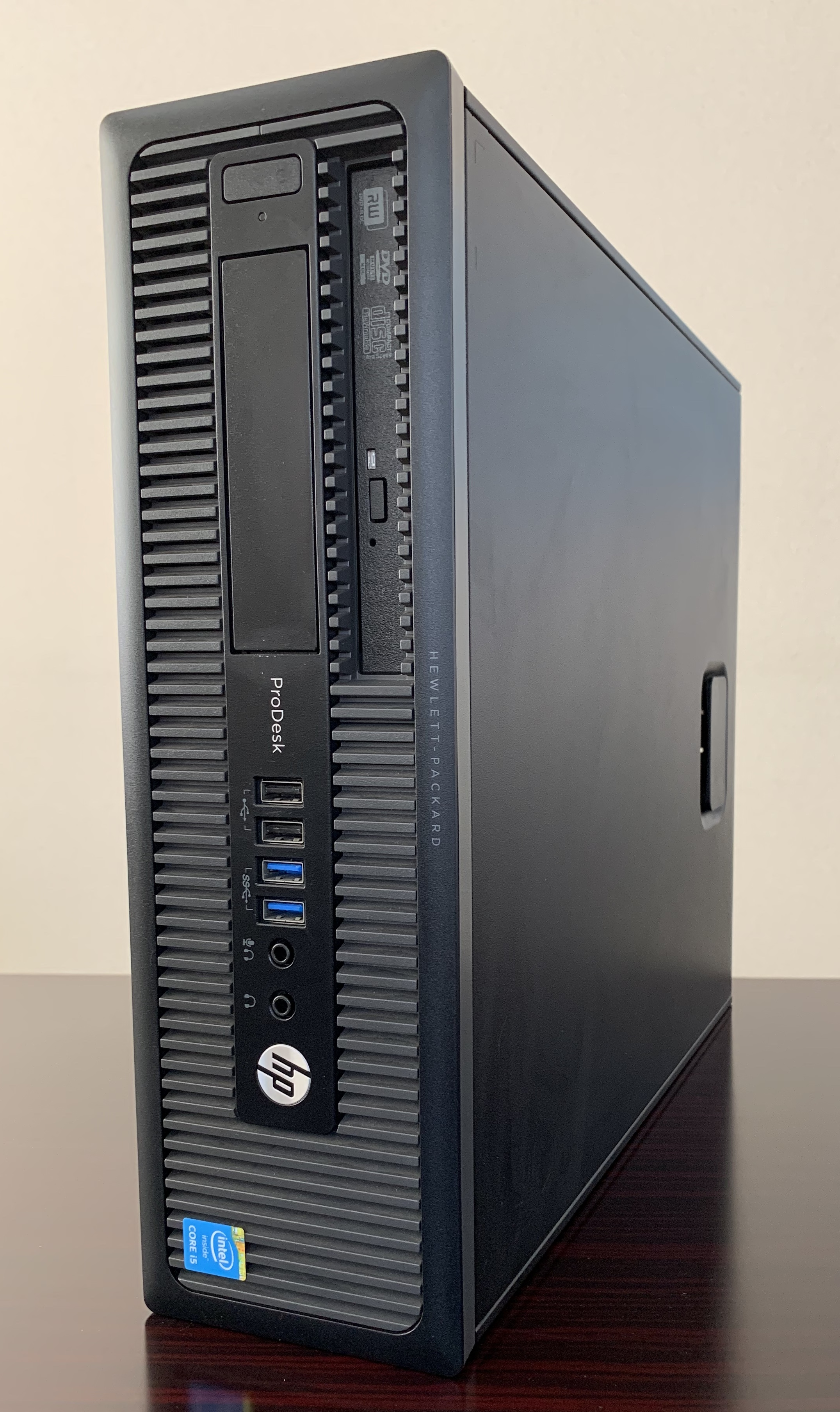
HP ProDesk 600

  - SPECTRE / x2 / x360 / Folio☆
  - ENVY / x2 / x360☆
  - Pavilion / x360
  - HP / x2 / x360
  - OMEN by HP★
  - Victus by HP★
  - EliteBook / Elite Dragonfly☆
  - ProBook
  - ZBook☆
- シンクライアント
- PC周辺機器
  - モニター

### プリンティング（プリンター）
- ミニフォトプリンター
  - HP Sproket
- カラーインクジェットプリンター
  - HP Officejet
  - HP ENVY
  - HP Tango / X
- 大判プリンター
  - HP DesignJetプリンター
  - HP Latexプリンター
- 商業用＆産業用プリンター
  - Scitexプリンター
  - Indigoデジタル印刷機
- 3Dプリンター
  - HP Jet Fusion 3D
- レーザープリンター
- デジタル印刷機
- プリンターサプライ品（用紙、インクカートリッジ）

### 過去の製品

#### PC（パーソナル・コンピュータ）
- デスクトップPC/ノートブックPC
  - Pavilion Gaming - カジュアル&メインストリームゲーミング。Victus by HPへ後継。
- タブレット
  - HP ElitePad
  - HP Pro Tablet
  - HP Slate (Android)
  - HP Pavilion x2

#### スマートフォン/ファブレット
- HP Elite x3（Windows 10 Mobile）